# Rikke Karlsson
Rikke Karlsson, née le 29 avril 1965 à Svenstrup, est une personnalité politique danoise.

## Biographie
Elle est élue députée européenne le 25 mai 2014 pour le Parti populaire danois. 
Elle quitte ce parti en octobre 2015 car elle estime n'avoir pas pu consulter les finances du Mouvement pour l'Europe des libertés et de la démocratie (MELD), le parti européen dont est membre le Parti populaire danois. Toutefois, elle continue de siéger au Parlement européen en tant qu'indépendante.